# Jiří Mrázek (vědec)
Jiří Mrázek (17. dubna 1923 Praha – 14. listopadu 1978 tamtéž) byl český geofyzik, popularizátor přírodních věd a kosmonautiky, šachista, amatér-vysílač a náboženský spisovatel.

## Vědecká a odborná činnost
Vystudoval fyziku a astronomii na Univerzitě Karlově, zároveň se však věnoval svým četným koníčkům, a to na vysoké úrovni. Byl juniorským mistrem ČSR v šachu, československým rekordmanem v telegrafním klíčování a příjmu a renomovaným amatérem vysílačem (značka OK1GM). Pracoval v Geofyzikálním ústavu ČSAV v Praze a zabýval se geomagnetickými jevy, ionosférou a šířením elektromagnetických vln. V souvislosti s touto činností se v 60. letech podílel na československých projektech na družicích Magion, zabýval se kosmonautikou a stal se jejím televizním a rozhlasovým propagátorem, takže byl velmi populární postavou. Roku 1960 se oženil a měl jednoho syna. Ke konci života těžce onemocněl a prodělal duchovní konverzi, kterou popsal v rozhovorech s V. Holotou; knížka původně vyšla jako samizdat, později v Římě a 1994 v Praze.